# Sieweczka długonoga

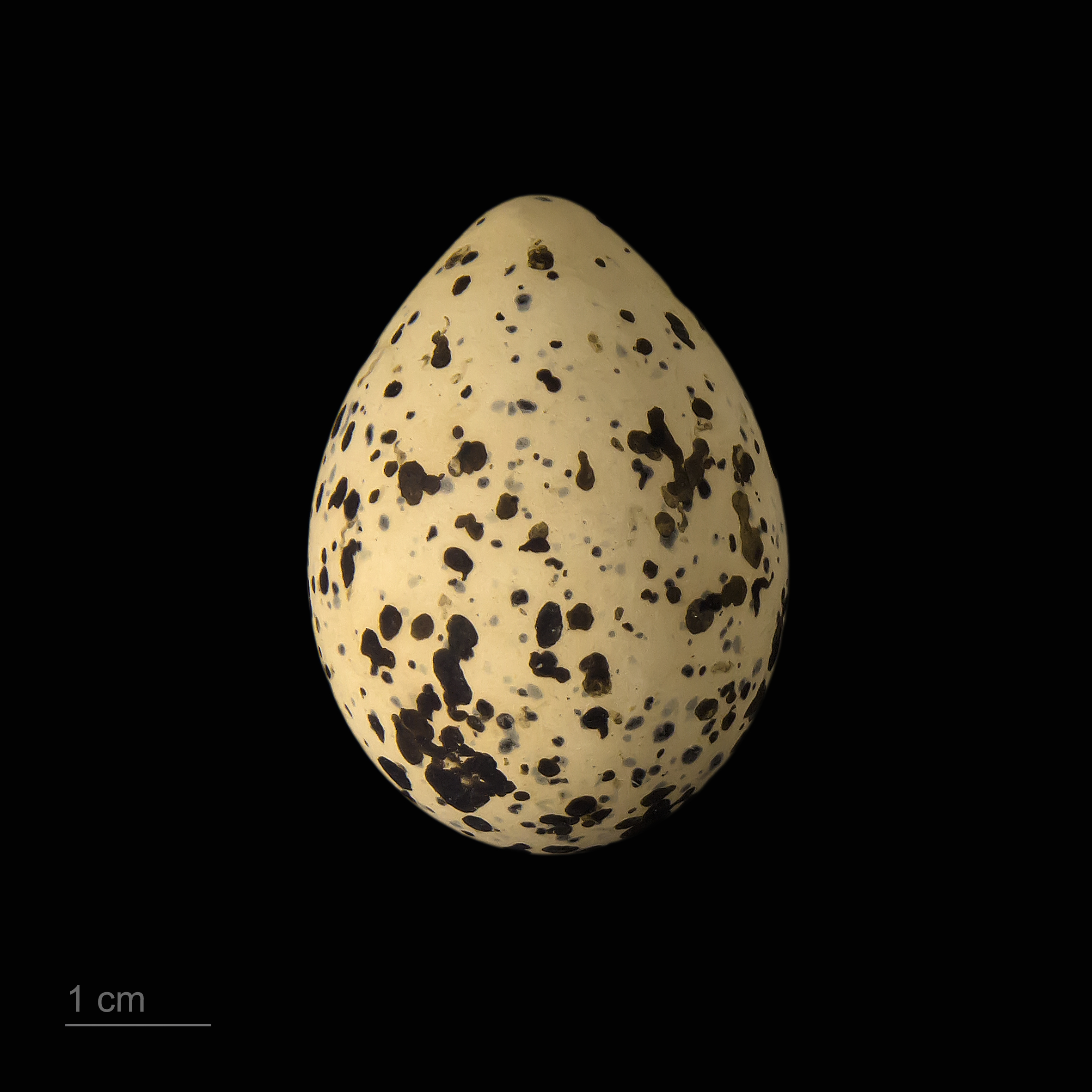
Jajo z kolekcji muzealnej

Sieweczka długonoga (Anarhynchus asiaticus) – gatunek wędrownego ptaka z rodziny sieweczkowatych (Charadriidae).

## Systematyka
Gatunek ten opisał naukowo Peter Simon Pallas w 1773 roku w 2. tomie książki Reise durch verschiedene Provinzen des Russischen Reichs, nadając mu nazwę Charadrius asiaticus. Jako miejsce typowe autor wskazał słone jeziora w południowej części tatarskich stepów na zachodzie Imperium Rosyjskiego. W 2024 roku gatunek przeniesiono do Anarhynchus.
Takson ten niekiedy łączono w jeden gatunek z sieweczką stepową (A. veredus). Nie wyróżnia się podgatunków.

## Zasięg występowania
Sieweczka długonoga gniazduje w Azji Środkowej od wybrzeży Morza Kaspijskiego po północno-zachodnie Chiny, zimuje we wschodniej i południowej Afryce, zalatuje m.in. do Europy. W Polsce zaobserwowana po raz pierwszy w 2017 roku.

## Morfologia
Samiec w szacie godowej z rdzawą półobrożą, białym gardłem i czołem, brązową czapeczką i paskiem ocznym. U samicy w szacie godowej obroża szara o rdzawym zabarwieniu. Brzuch u obu płci biały, grzbiet brązowy. Szata spoczynkowa podobna do szaty godowej samicy. Młode są jasno łuskowane na grzbiecie. Podobna do sieweczki pustynnej i syberyjskiej.
Długość: 18–20 cm; masa ciała 60–91 g; rozpiętość skrzydeł 55–61 cm.

## Status
Międzynarodowa Unia Ochrony Przyrody (IUCN) uznaje sieweczkę długonogą za gatunek najmniejszej troski (LC – Least Concern) nieprzerwanie od 1988 roku. Liczebność światowej populacji, według szacunków organizacji Wetlands International z 2016 roku, mieści się w przedziale 40–55 tysięcy osobników. Ogólny trend liczebności populacji uznawany jest za spadkowy.